# 費爾蒙特鎮區 (明尼蘇達州馬丁縣)
費爾蒙特鎮區（英語：Fairmont Township）是位於美國明尼蘇達州馬丁縣的一個行政鎮區。

## 地方資料
費爾蒙特鎮區的面積為56.59平方千米，當中陸地面積為53.67平方千米，而水域面積為2.92平方千米。根據2020年美國人口普查的數據，當地共有人口308人，而人口密度為每平方千米5.44人。